# فرنسا وأسلحة الدمار الشامل

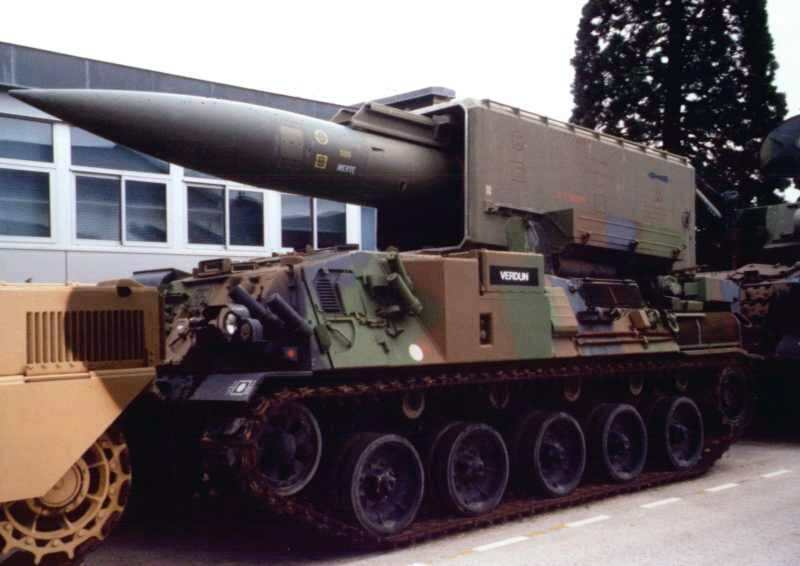
سلاح

تشكل فرنسا واحدة من الدول النووية الخمسة وفقًا لمعاهدة الحد من انتشار الأسلحة النووية، لكن ليس من المعروف عنها امتلاكها أو تطويرها لأي أسلحة كيميائية أو بيولوجية. اختبرت فرنسا سلاحًا نوويًا مطورًا بشكل مستقل في 1960، وبهذا أصبحت رابع دولة تقوم بهذا، وذلك في عهد حكومة شارل ديغول. يُعتقد احتفاظ القوات العسكرية الفرنسية بخزين من الأسلحة يصل إلى نحو 300 رأس نووي فعال (منتشر)، جاعلًا إياها ثالث أكبر دولة مالكة لرؤوس نووية في العالم. تشكل هذه الأسلحة جزءً من القوة الضاربة الوطنية، والتي طُورت في أواخر خمسينيات القرن العشرين وفي ستينيات القرن العشرين من أجل إعطاء فرنسا القابلية على إبعاد نفسها عن حلف الناتو وامتلاكها لوسائل الردع النووي تحت سيطرتها سياديًا.
لم توقع فرنسا على معاهدة الحظر الجزئي للتجارب النووية، وهذا ما أعطاها فرصة لإجراء مزيد من التجارب النووية حتى توقيعها وتصديقها لمعاهدة الحظر الشامل للتجارب النووية في 1996 وفي 1998 على التتابع. تنفي فرنسا حاليًا امتلاكها أي سلاح كيميائي، وصادقت على معاهدة حظر الأسلحة الكيميائية (سي دبليو سي) في 1995، وانضمت إلى معاهدة حظر الأسلحة البيولوجية (بي دبليو سي) في 1984. صادقت فرنسا أيضًا على بروتوكول جنيف في 1926.

## خلفية تاريخية
كانت فرنسا واحدة من الرواد في عالم الأسلحة النووية، وذلك بالرجوع إلى أعمال  ماري سكوودوفسكا كوري وهنري بيكريل. أصبح مساعد كوري الأخير، برتراند غولدشميت، مؤسسًا للبرنامج الفرنسي للأسلحة النووية. أخبر البروفيسور الفرنسي والمفوض السامي للطاقة الذرية، فردريك جوليو-كوري، صحيفة نيويورك هيرالد تريبيون أن «التقرير المنشور في 1945 حول الطاقة الذرية واستعمالاتها لأغراض عسكرية» قد استبعد مساهمات العلماء الفرنسيين عن طريق الخطأ.
عانى موقع فرنسا القيادي السابق كثيرًا بعد الحرب العالمية الثانية بسبب انعدام الاستقرار في الجمهورية الفرنسية الرابعة وانعدام التمويل المتاح. اخترع غولدشميت طريقة استخراج البلوتونيوم المعمول بها حاليًا، وذلك خلال الحرب العالمية الثانية أثناء عمله كجزء من فريق بريطاني/كندي مشارك في مشروع مانهاتن. اضطرت فرنسا إلى البدء ببرنامجها الخاص من الصفر تقريبًا، وذلك بعد التحرير في 1945. بالرغم من هذا، فقد دخل المفاعل النووي الفرنسي الأول في حالة حرجة في 1948 واستُخرجت كميات قليلة فقط من البلوتونيوم في 1949. لم يكن هناك التزام رسمي لبرنامج أسلحة نووية في ذلك الوقت، على الرغم من وضع خطط لبناء مفاعلات نووية لإنتاج البلوتونيوم على نطاق واسع.
صرح فرانسيس بيرين، الذي شغل منصب المفوض الفرنسي السامي للطاقة الذرية للفترة من 1951 إلى 1970، بدعوة العلماء الإسرائيليين إلى مركز ساكلاي للبحوث النووية ابتداءً من 1949، وقد أدى التعاون هذا إلى جهد مشترك تضمن مشاركة المعرفة بين العلماء الفرنسيين والإسرائيليين وخاصة المعرفة المتعلقة ببرنامج مانهاتن. آمن الفرنسيون بإمكانية الوصول إلى العلماء النوويين اليهود الدوليين من خلال التعاون مع إسرائيل. أفاد المقدم وورنر دي. فار في تقرير لمركز مكافحة انتشار الأسلحة في سلاح الجو الأمريكي عندما كانت فرنسا رائدة في البحوث النووية:«امتلكت كل من إسرائيل وفرنسا مستوى مماثل من الخبرات بعد الحرب، وتمكن العلماء الإسرائيليون من عمل مساهمات مؤثرة في الجهد الفرنسي. بقي التقدم في العلم والتكنلوجيا النووية متقاربًا خلال أوائل الخمسينيات. رجح فار مساعدة العلماء الإسرائليين في بناء مفاعل جي-1 لإنتاج البلوتونيوم ومصنع يوبي-1 لإعادة المعالجة في موقع ماركول النووي».
ابتدأ العمل على برنامج للبحوث النووية المدنية في خمسينيات القرن العشرين، والذي كان البلوتونيوم ناتجًا عرضيًا عنه. شُكلت لجنة سرية لتطبيقات الطاقة الذرية العسكرية في 1956 وبدأ العمل على برنامج لتطوير مركبات التوصيل. يعود الفضل في إقناع فرنسا بحاجتها إلى تسريع عملها على برنامجها للأسلحة النووية من أجل الحفاظ على موقعها كقوة عالمية عظمى إلى تدخل الولايات المتحدة في العدوان الثلاثي في تلك السنة. وافقت فرنسا سرًا، بصفتها جزءً من التحالف العسكري خلال العدوان الثلاثي في 1956، على بناء مفاعل ديمونا النووي في إسرائيل ووافقت بعد ذلك بفترة قصيرة على إنشاء مصنع لإعادة المعالجة واستخراج البلوتونيوم في موقع المصنع النووي. قرر الرئيس الفرنسي آنذاك، رينيه كوتي، وبعد أن تسبب العدوان الثلاثي بتوتر العلاقة مع كل من الاتحاد السوفيتي والولايات المتحدة الأمريكية، إنشاء المركز الصحراوي للتجارب النووية العسكرية في ما عُرف في وقتها باسم الصحراء الفرنسية، وهي مؤسسة جديدة لاختبار الأسلحة النووية كبديل عن مركز اختبار المعدات الخاصة المشتركة.
أُسست الجماعة الأوروبية للطاقة الذرية (اليوراتوم) في 1957، واستخدمت فرنسا الاستعمال السلمي للطاقة النووية كغطاء لإبرام اتفاقات مع ألمانيا وإيطاليا من أجل العمل معًا على تطوير أسلحة نووية. أخبر مستشار ألمانيا، كونراد أديناور، كابينته بأنه يُريد «تحقيق فرصة إنتاج أسلحتنا النووية الخاصة من خلال اليوراتوم، وبأقصى سرعة ممكنة». لم تدم هذه الفكرة لفترة طويلة. أصبح ديغول رئيسًا لفرنسا في 1958 واستُبعدت على إثر هذا كل من ألمانيا وإيطاليا.[بحاجة لمصدر]
اتُخذت القرارات النهائية المتعلقة بصناعة قنبلة ذرية مع عودة شارل ديغول إلى منصب رئاسة فرنسا في وسط أزمة مايو 1958، وأُجري اختبار ناجح في 1960 مع وجود العلماء الإسرائيليين كمراقبين للتجارب ومع وصول غير محدود للمعلومات العلمية. تحرك ديغول سريعًا بعد انتهاء التجارب لإبعاد البرنامج الفرنسي عن تورطه مع برنامج إسرائيل. طورت وحافظت فرنسا منذ ذلك الحين على قوتها النووية الضاربة المعنية بالدفاع عن فرنسا حتى في حالة رفض الولايات المتحدة المخاطرة بمدنها من خلال مساعدة أوروبا الغربية في حرب نووية.
بدأت الولايات المتحدة بتزويد البرنامج النووي الفرنسي بالدعم التقني في أوائل سبعينيات القرن العشرين وخلال ثمانينيات القرن العشرين. تم هذا الدعم بصورة سرية، على العكس من العلاقة مع البرنامج النووي البريطاني. لم تعارض إدارة نيكسون، وعلى العكس من الرئاسات الأمريكية السابقة، حيازة حلفائها أسلحة ذرية وآمنت أن وجود خصوم غربيين مدججين بأسلحة نووية سيصعب من مهمة الاتحاد السوفيتي في عدائه لهم. منع قانون الطاقة الذرية 1946 مشاركة المعلومات المتعلقة بتصميم السلاح النووي، ولهذا السبب، استُخدمت طريقة عُرفت باسم «الإرشاد السلبي» أو «عشرون سؤالًا»؛ إذ وصف العلماء الفرنسيون تفاصيل بحثهم إلى نظرائهم الأمريكيين، وأُخبروا فيما إذا كان هذا صحيحًا أم خاطئًا. استعان الفرنسيون بالمساعدة في مجموعة من المجالات مثل مركبة إعادة الدخول المتعددة المستهدفة بشكل مستقل والتقسية ضد الإشعاع وتصميم الصواريخ ومعلومات استخباراتية عن دفاعات السوفيت المضادة للصواريخ وتقنيات حاسوبية متقدمة. استفادت الولايات المتحدة الأمريكية من مشروع البحث الفرنسي، وذلك بسبب جذب هذا البرنامج «أفضل الأدمغة» في فرنسا. حسنت هذه العلاقة من الروابط العسكرية بين البلدين. طورت فرنسا خطتين نوويتين، إحداهما لأغراض وطنية خالصة من أجل تشكيل قوة رادعة فرنسية، في حين نسقت الأخرى مع حلف الناتو، وذلك بعد انسحاب فرنسا من هيكل قيادة حلف الناتو في 1966.
اختبرت فرنسا كل من النيوترون ورأس الحرب الإشعاعي المتطور في الماضي، وكانت رائدة في هذا المجال خاصة بعد إجرائها لاختبار مبكر لهذه التقنية في 1967، وقنبلة نيوترونية «حقيقية» في 1980.